# Grundig

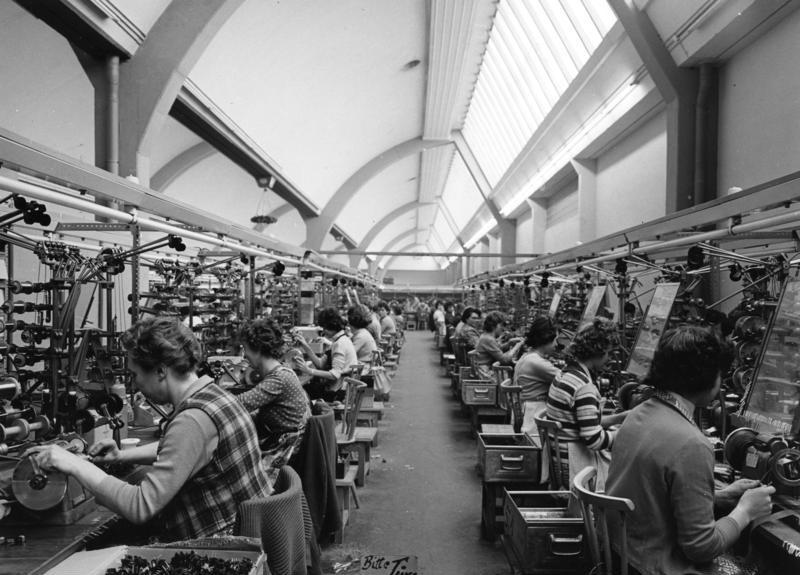
Grundig Bayreuth (1959)

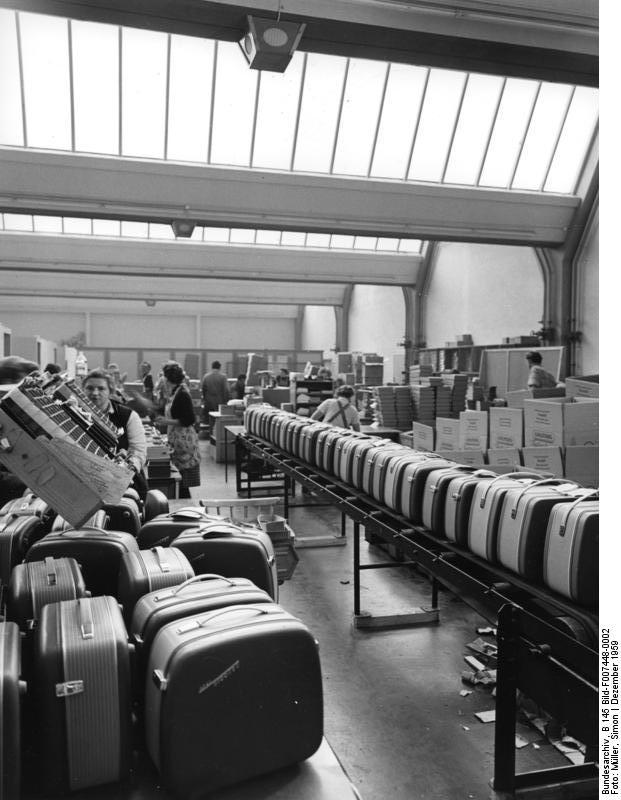
Het verpakken van bandrecorders in Bayreuth (1959)

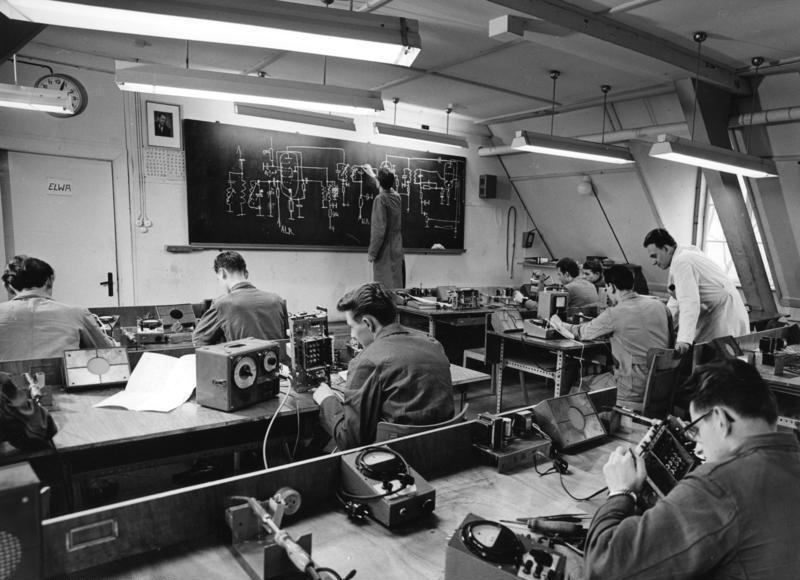
Grundig-Werk Fürth (1959)

Grundig is een Duitse fabrikant van consumentenelektronica. Het door Max Grundig opgerichte bedrijf had aanvankelijk zijn hoofdzetel in Fürth en tegenwoordig in Neurenberg. Het bedrijf gold als symbool van het West-Duitse wirtschaftswunder.
Grundig Intermedia GmbH is een volledige dochter van de tot de Koç-groep behorende Turkse vennootschap Arçelik A.S.

## Geschiedenis

### Oprichting
In 1930 begon Max Grundig met de verkoop van radio's onder de naam Radio-Vertrieb Fürth, Grundig & Wurzer (RVF). Na de Tweede Wereldoorlog zag hij dat er in West-Duitsland grote behoefte was aan radio's. Hij omzeilde de strenge eisen van de geallieerden door de radio "Heinzelmann" als bouwpakket, dus als speelgoed, op de markt te brengen.
In 1947 werd in Fürth een fabriek gebouwd. In 1951 produceerde Grundig de eerste televisietoestellen. Destijds was Grundig de grootste radiofabrikant in Europa. In 1972 wijzigde de eigenaar zijn rechtsvorm van een Gesellschaft mit beschränkter Haftung (GmbH) in een Aktiengesellschaft (AG).

### Philips (1984-1997)
In 1984 nam Philips Electronics N.V. een aandelenbelang van 32% in Grundig. Philips kocht meer aandelen in moedermaatschappij Grundig Verwaltungs GmbH (GVG) en verkreeg in 1993 uiteindelijk 60% van de aandelen. De overige aandelen werden gehouden door drie banken, te weten (op het moment dat Philips nog 40% van de aandelen hield) Dresdner Bank AG (22%), Bayerische Vereinsbank AG (19%) en Schweizerische Bankgesellschaft (19%). Philips verkreeg met het meerderheidsbelang de zeggenschap over Grundig AG.
In juli 1997 verkocht Philips een aandelenpakket van 26,6% in Grundig aan de Londense investeringsbank Botts & Company. Botts & Company nam ook een belang over van 52% in Grundig die Philips in 2004 contractueel verplicht was te kopen voor 411 miljoen Duitse mark van de erfgenamen van oprichter Max Grundig. Philips heeft lange tijd gepoogd van deze koopverplichting af te komen. Na deze transacties hield Philips nog een klein belang van 5% in Grundig, vooral omdat Grundig veel componenten kocht van Philips.
In het jaar 2000 behaalde Grundig een omzet van 1,45 miljard euro, waarvan 0,5 miljard euro in Duitsland. De helft van de omzet werd behaald met de verkoop van televisies en een vijfde met audioproducten voor huis en auto. Het bedrijf telde toen bijna 6000 medewerkers, waarvan de helft buiten Duitsland werkzaam was. In 2000 leed Grundig een verlies van ruim 40 miljoen euro, gevolgd door een groter verlies van 150 miljoen euro in 2001.

### Faillissement en doorstart
In 2003 raakte Grundig AG insolvent, het telde toen nog zo'n 3800 medewerkers. Het Turkse bedrijf Beko, die voor Grundig zo'n 400.000 televisies maakte, toonde interesse voor een overname. 
In 2004 kwam de curator met het Britse Alba Plc en het Turkse Beko Elektronik A.S. overeen de afdeling Home Intermedia Systems voor een bedrag van ongeveer 80 miljoen euro over te dragen aan de Nederlandse joint venture Grundig Multimedia B.V., waarin Alba en Beko ieder 50% van de aandelen hielden. In datzelfde jaar werd Grundig Intermedia GmbH opgericht als dochter van Grundig Multimedia. In 2008 verkreeg Beko Elektronik de volledige zeggenschap over Grundig Multimedia, en veranderde het zijn naam in Grundig Elektronik A.Ş. Deze vennootschap fuseerde in 2009 met haar moedermaatschappij Arçelik A.S.

## Producten
Grundig produceert onder andere radio's, televisietoestellen, bandrecorders, videorecorders, autoradio's, scheerapparaten en witgoed.

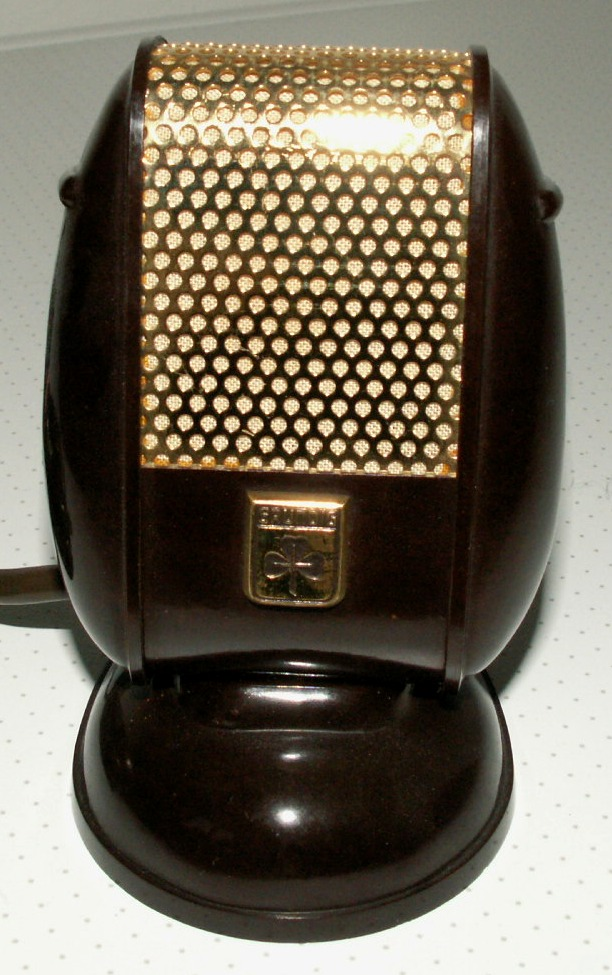
Microfoon (1955)
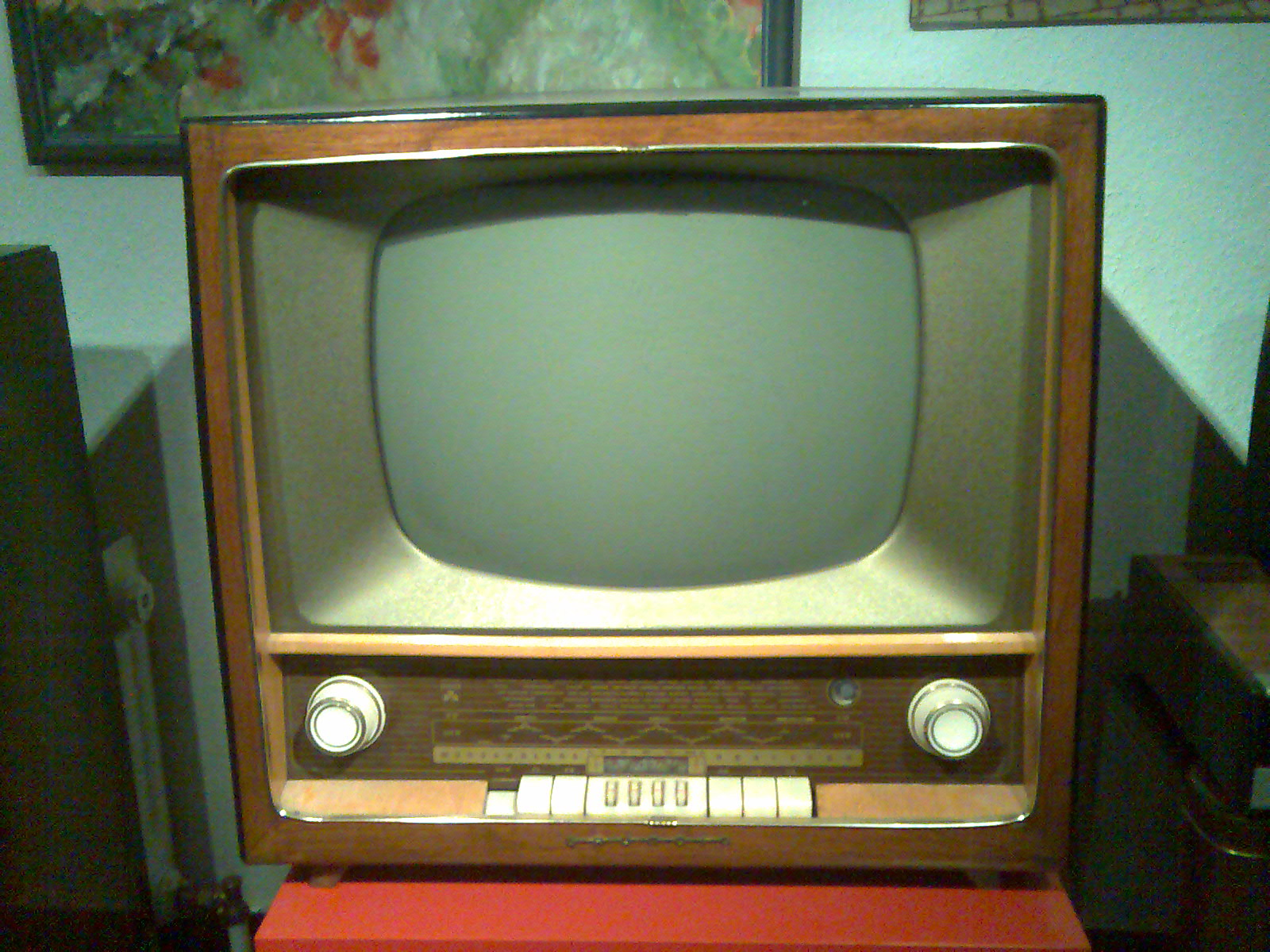
Radio-televisiecombinatie Zauberspiegel 348 (1957)
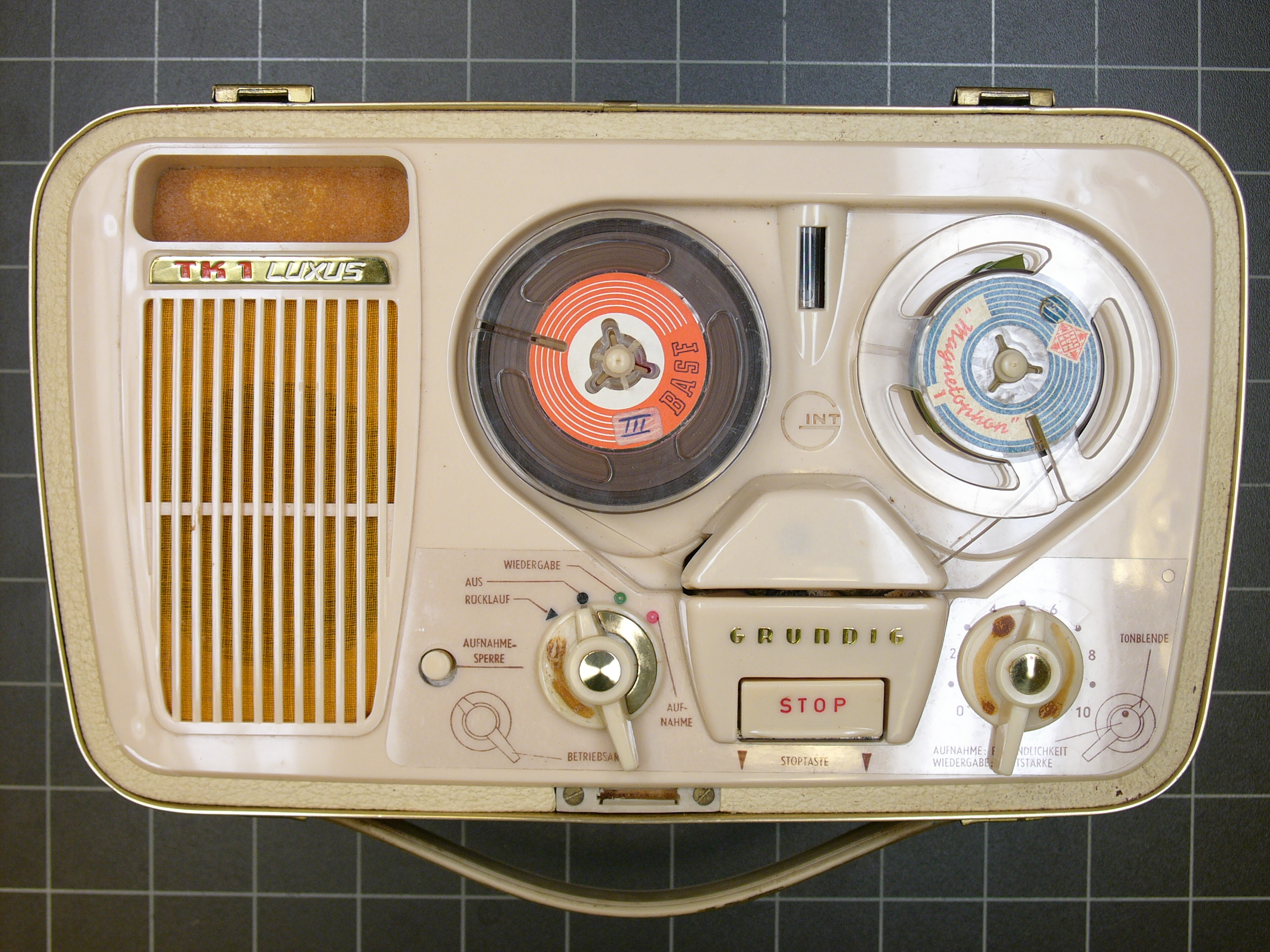
Draagbare bandrecorder TK-1 (1960)
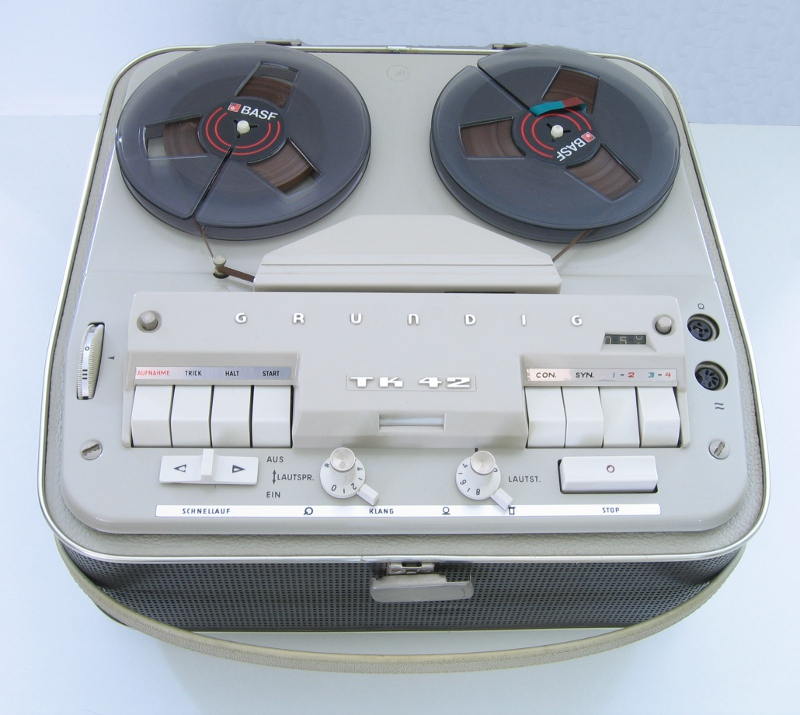
Bandrecorder TK 42
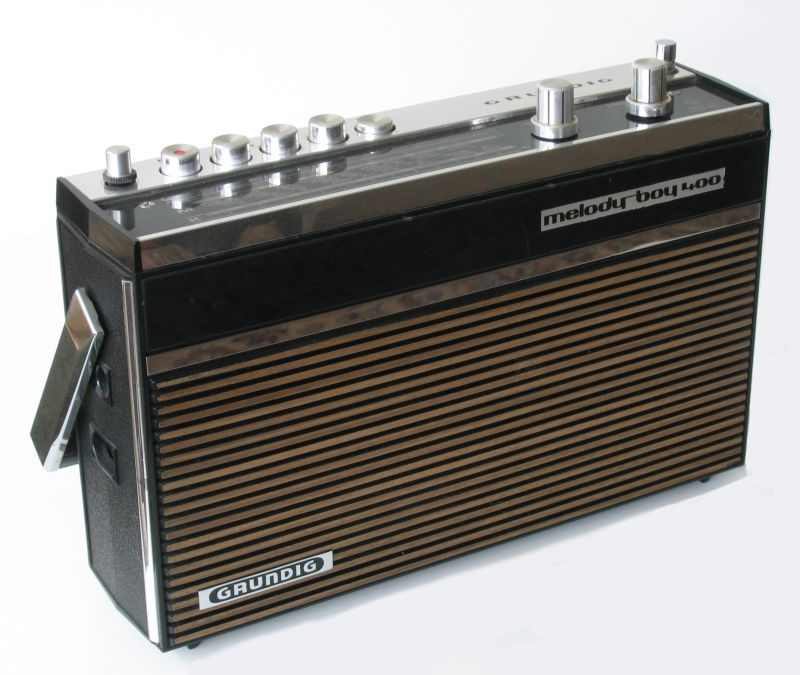
Radio "melody boy 400" (1971)
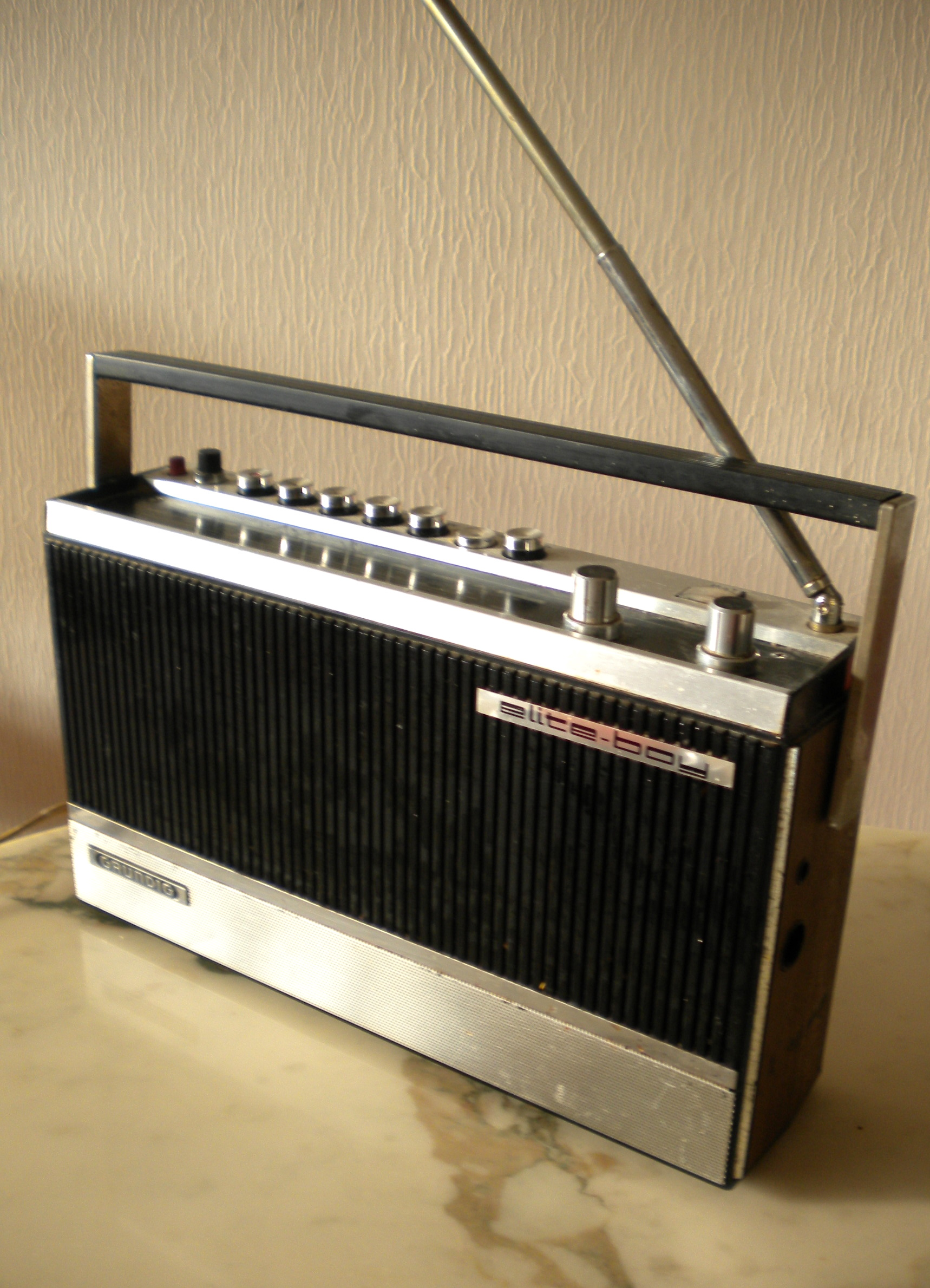
Radio "elite-boy" (1972)
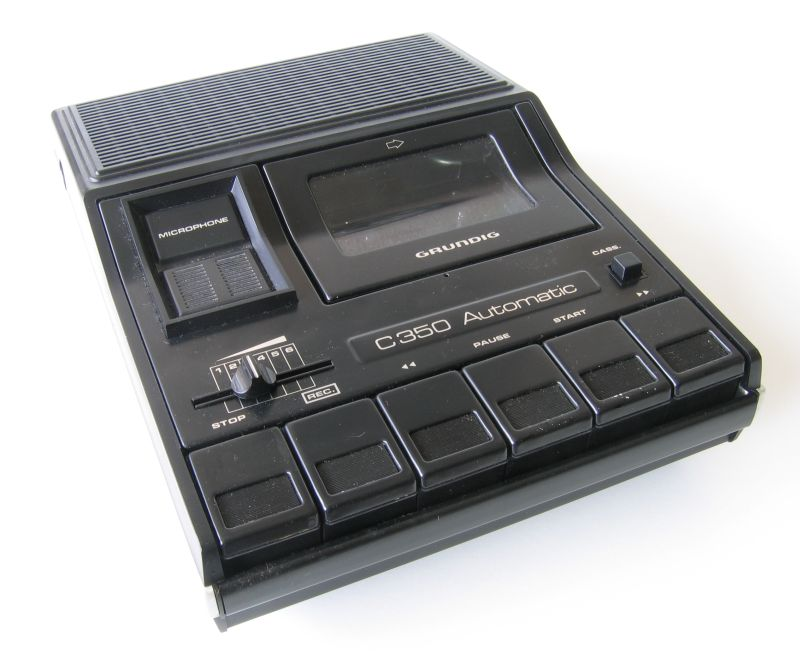
Cassetterecorder C350 Automatic (1979)